# Bisanda Buzurg
Bisanda Buzurg (o Bisenda Buzurg, Bisenda, Bisanda) è una suddivisione dell'India, classificata come nagar panchayat, di 10.568 abitanti, situata nel distretto di Banda, nello stato federato dell'Uttar Pradesh. In base al numero di abitanti la città rientra nella classe IV (da 10.000 a 19.999 persone).

## Geografia fisica
La città è situata a 25° 25' 0 N e 80° 37' 0 E e ha un'altitudine di 117 m s.l.m..

## Società

### Evoluzione demografica
Al censimento del 2001 la popolazione di Bisanda Buzurg assommava a 10.568 persone, delle quali 5.772 maschi e 4.796 femmine. I bambini di età inferiore o uguale ai sei anni assommavano a 1.868, dei quali 985 maschi e 883 femmine. Infine, coloro che erano in grado di saper almeno leggere e scrivere erano 5.156, dei quali 3.364 maschi e 1.792 femmine.